# Voxna distrikt
Voxna distrikt är ett distrikt i Ovanåkers kommun och Gävleborgs län. Distriktet ligger omkring Voxnabruk i västra Hälsingland. 

## Tidigare administrativ tillhörighet
Distriktet inrättades 2016 och utgörs av Voxna socken i Ovanåkers kommun.
Området motsvarar den omfattning Voxna församling hade 1999/2000.

## Tätorter och småorter
I Voxna distrikt finns en småort men inga tätorter. 

### Småorter
- Voxnabruk